# 圣尼古劳 (波尔图)
圣尼古劳是葡萄牙波尔图区的一个堂区。总面积0.21平方公里，总人口2937人，人口密度13985.7人/平方公里。